# Aulus Aelius Sollemnianus
Aulus Aelius Sollemnianus war ein im 2. Jahrhundert n. Chr. lebender Angehöriger des römischen Ritterstandes (Eques).
Durch ein Militärdiplom, das auf den 29. Juni 120 datiert ist, ist belegt, dass Sollemnianus 120 Kommandeur der Cohors I Flavia Bessorum war, die zu diesem Zeitpunkt in der Provinz Macedonia stationiert war.